# رود انجیرداران
 رود انجیرداران یک رود در حوضه آبریز دریاچه نمک در استان البرز ایران است که از البرز سرچشمه می‌گیرد. این رود در ارتفاع ۱۵۹۲ متری واقع شده است.